# Yann Karamoh
Yann Karamoh (* 8. Juli 1998 in Abidjan) ist ein französischer Fußballspieler.

## Karriere

### Vereine
Karamoh begann seine Karriere bei RC Paris und SM Caen. Am 13. August 2016 kam er zu seinem ersten Einsatz für die Profimannschaft. Am 21. September 2016 erzielte er gegen Angers SCO sein erstes Pflichtspieltor im Profifußball. Zur Saison 2017/18 wechselte Karamoh auf Leihbasis zu Inter Mailand. Zur Saison 2018/19 wechselte er auf Leihbasis zu Girondins Bordeaux. Dort wurde er vom Verein im Februar 2019 für drei Spiele suspendiert, weil er eine körperliche Auseinandersetzung mit einem der Co-Trainer hatte.
Nach Ende dieser Ausleihe kehrte er zunächst nach Inter Mailand zurück. Mitte Juli 2019 wurde eine neue Ausleihe, diesmal zum Ligakonkurrenten Parma Calcio für die Saison 2019/20 vereinbart. Die dabei vereinbarte Kaufoption wurde zur neuen Saison 2020/21 ausgeübt und Karamoh an den türkischen Erstligisten Fatih Karagümrük SK verliehen. Im September 2022 wurde zum FC Turin transferiert, der ihn im Februar 2024 bis zum Saisonende in die Ligue 1 zu Montpellier HSC verlieh. Bis zu seinem Vertragsende im Sommer 2025 absolvierte er 65 Pflichtspiele für die Turiner und erzielte dabei fünf Tore.

### Nationalmannschaft
Sein Debüt für die U-21-Nationalmannschaft gab er am 5. Juni 2017 in Beauvais beim 3:0-Sieg im Testspiel gegen Albanien.